# Falaise aux Oiseaux
Falaise aux Oiseaux är ett stup i den västra delen av Saint-Martin, cirka 6 kilometer väster om huvudorten Marigot.